# География на Чад
Чад е държава в северната част на Централна Африка без излаз на море, голяма част от територията на която е заета от пясъчните и каменистите пустини на Сахара. На север Чад граничи с Либия (дължина на границата – 1055 km), на изток – със Судан (1360 km), на юг – с ЦАР (1197 km), на югозапад – с Камерун (1094 km) и на запад– с Нигерия (87 km) и Нигер (1175 km). Общата дължина на сухоземните граници (в т.ч. речни и езерни) е 5968 km. От север на юг Чад се простира на 1770 km, а ширината му почти навсякъде е около 900 – 950 km. В тези си граници заема площ от 1 284 000 km² и съответства приблизително на площта на щатите Айдахо, Юта, Невада и Аризона взети заедно. Населението към 1.1.2020 г. възлиза на 16 250 000 души. Столица е град Нджамена.
Територията на Чад се простира между 7°27′ и 23°27′ с.ш. и между 13°28′ и 24°00′ и.д. Крайните точки на страната са следните:
- крайна северна точка – 23°27′ с.ш., на границите с Либия;
- крайна южна точка – 17°27′ с.ш., на границата с ЦАР;
- крайна западна точка – 13°28′ и.д., на границата с Нигер;
- крайна източна точка – 24°00′ и.д., на границата със Судан. Дължината на границата по меридиана е 423 km, от 15°42′ с.ш. до 19°30′ с.ш.[2]

## Релеф
Северната половина на страната лежи в пределите на пустинята Сахара, а южната обхваща географската област Сахел и част от природната област Судан. По голямата част от територията на Чад представлява плоска равнина с височина от 250 до 300 m на запад, в която най-ниската точка е на север, в падината Боделе (155 m). На север, изток и юг надморската височина се повишава до 350 – 400 m. На север равнината е разчленена от множество сухи долини (уади, най-голяма Бахър ел Газал), а обширни пространства са заети от подвижни пясъци. В крайния север на страната се издига планината Тибести с връх Еми Куси (3415 m). На североизток се намират платата Ерди (1115 m) и Енеди (1450 m), а на югоизток – масива Вадаи (връх Гера, 1790 m).

## Геоложки строеж, полезни изкопаеми
Територията на Чад е разположена в североизточната част на Ариканската платформа, в пределите на Централноафриканския щит, Сахарската плоча и синеклизата Чад. Метаморфните скали на докамбрийският фундамент излизат на повърхността в масивите Тибести и Вадаи и в югозападната част на страната. В строежа на платформения чехъл участват разнообразни седиментни скали с палеозойска, кредна (масива Тибести, платата Ерди и Енеди) и кайнозойска (синеклизата Чад) възраст. В масивите Тибести и Вадаи широко развитие имат вулканичните кайнозойски формации.
Полезните изкопаеми на страната са слабо изучени. На североизточното крайбрежие на езерото Чад има залежи на природно сода. На югозапад са открити находища на боксити (Мунду, с открити запаси от 10 млн.т и Лаи – 5 млн. т, Al2O3 до 57%), желязна руда (в източната част на масива Вадаи, в Хаджер и Хардид) и в гр. Пала. Установени са също находища на калай и волфрам (Тибести), свързани с пегматитите на редките метали, в които се срещат танталониобати, злато (Вадаи), цинк (тибести), мед (езерото Лере), уран (платото Енеди). На запад и югозапад (в басейна на река Шари) са открити находища на нефт.

## Климат
Климатът на Чад на север от 15 – 16° .ш. е тропичен, пустинен. Средната януарска температура е 15°С (в планината Тибести под 10°С), средна юлска 30 – 35°С. Много големи са и денонощните температурни амплитуди (средно около 20°С). Годишната сума на валежите е от 100 до 250 mm (на места и под 50 mm, например във Фая-Ларжо пада по-малко от 30 mm дъжд на година). Освен това валежите много рядко и епизодично. Много характерни са силните ветрове, предизвикващи пясъчни бури. На юг климатът е екваториален, мусонен, със сух зимен сезон (от октомври-ноември до април-май). Средната януарска температура е 21 – 24°С, средна априлска или майска 30 – 33°С. Годишната сума на валежите нараства от север на юг от 250 – 500 mm до 1000 mm.

## Води
В северната част на страната постоянно течащи реки няма. Има само сухи долини, т.нар. уади, които се пълнят с вода само по време на епизодичните дъждове. На юг гъстотата на речната мрежа е значителна. Главната река на Чад е Шари (1400* km), вливаща се в езерото Чад (неговата източна част принадлежи на Чад). Други по-големи реки са: Логон (965* km), Аук (650* km), Саламат, Аук (притоци на Шари), Бата (Батха, вливаща се в езерото Фитри). По време на дъждовния сезон реките заливат огромни пространства, като ги превръща в непроходими блата, а през сухия сезон те силно намаляват оттокът си, а някои напълно пресъхват.

## Почви, растителност
В северните части на страната преобладават каменистите пустини, почти лишени от растителност, редуващи се с пясъчни пустини, с растителност от бодливи полухрасти и храсти (камилска бодливка, тамарикс, акация), а в оазисите – финикова палма. В южните части на Сахара растителността придобива полупустинен характер, а на юг от 15 – 16° с.ш. преобладава опустинената савана с рядка тревиста растителност, малки акациеви горички, развити върху червено-кафяви и кафяви почви. В крайния юг са представени типичните савани (с баобаби, палми дум), развити върху излужени червено-кафяви почви. В понижените части на релефа са развити обогатени карбонатни черни хидроморфни сбити почви, а покрай реките и бреговете на езерата – обширни тревисти блата.

## Животински свят
В саваните обитават множество големи бозайници – слон, носорог, в т.ч. бял носорог, бивол, жираф, разнообразни антилопи, а от хищниците – лъв, леопард, чакал, хиена. Някои от животните обитаващи саваните (лъвове, антилопи) се срещат и по краищата на пустинната зона. Във вътрешните райони на пустинята фауната е много бедна. В езерата живеят хипопотами, крокодили. Има и многочислени змии, гущери и насекоми. От птичия свят най-характерни са щраусите (по периферията на Сахара), а също и различни видове водни и блатни птици по бреговете на реките и езерата.

## Използване на земята и ресурсите
Употреба на земята
за оран: 3%
постоянно посяти: 0%
постоянни паши: 36%
Гори и гористи местности: 26%
други: 35% (1993 г.)
Напоявана земя: 140 км2 (1993 г.)

## Околона среда
Естествени неблагоприятни условия: суша; пустинен вятър съсредоточен в Северен Чад; периодични засушавания; нападения от ята скакалци.
Природни бедствия: недостиг на питейна вода; неправилното обработване на селските площи допринася за замърсяването на почвата и водата;
Подписани международни споразумения: Замърсяване на въздуха, Биоразнообразие, Промяна на климата, Пустини, Изчезващи видове, Промени в околната страна, Рискове от природни бедствия, Забрана за ядрени изследвания, Защита на озоновия слой.
Подписани но не ратифицирани: Закон за морето.
Бележка: Езеро Чад е най-отличаващия се воден басейн в Сахел.